# Arroyo Colorado Chico (Arroyo Colorado Grande)
Der Arroyo Colorado Chico ist ein Fluss in Uruguay.
Er entspringt auf dem Gebiet des Departamento Canelones wenige Kilometer nordnordöstlich von San Antonio nahe der Ruta 81. Von dort fließt er in nördliche Richtung und mündet wenige hundert Meter östlich der Ruta 33 linksseitig in den Arroyo Colorado Grande.